# Jeoksang-myeon
Jeoksang-myeon (koreanska: 적상면) är en socken i kommunen Muju-gun i provinsen Norra Jeolla i den centrala delen av Sydkorea, 190 km söder om huvudstaden Seoul.